# IC 352
IC 352 је елиптична галаксија у сазвјежђу Еридан која се налази на листи објеката дубоког неба у Индекс каталогу.
Деклинација објекта је - 8° 43' 54" а ректасцензија 3h 47m 37,4s. Привидна величина (магнитуда) објекта IC 352 износи 15,0 а фотографска магнитуда 16,0.